# Biltzar
Le Biltzar (ou Bilçar) est une assemblée représentative du Labourd (Pays basque français) qui a perduré jusqu'en 1789. Les deux autres provinces basques françaises, la Basse-Navarre et la Soule possédaient alors des organisations représentatives et législatives distinctes et différentes. On l'appelle Lapurtarren biltzarra en basque.

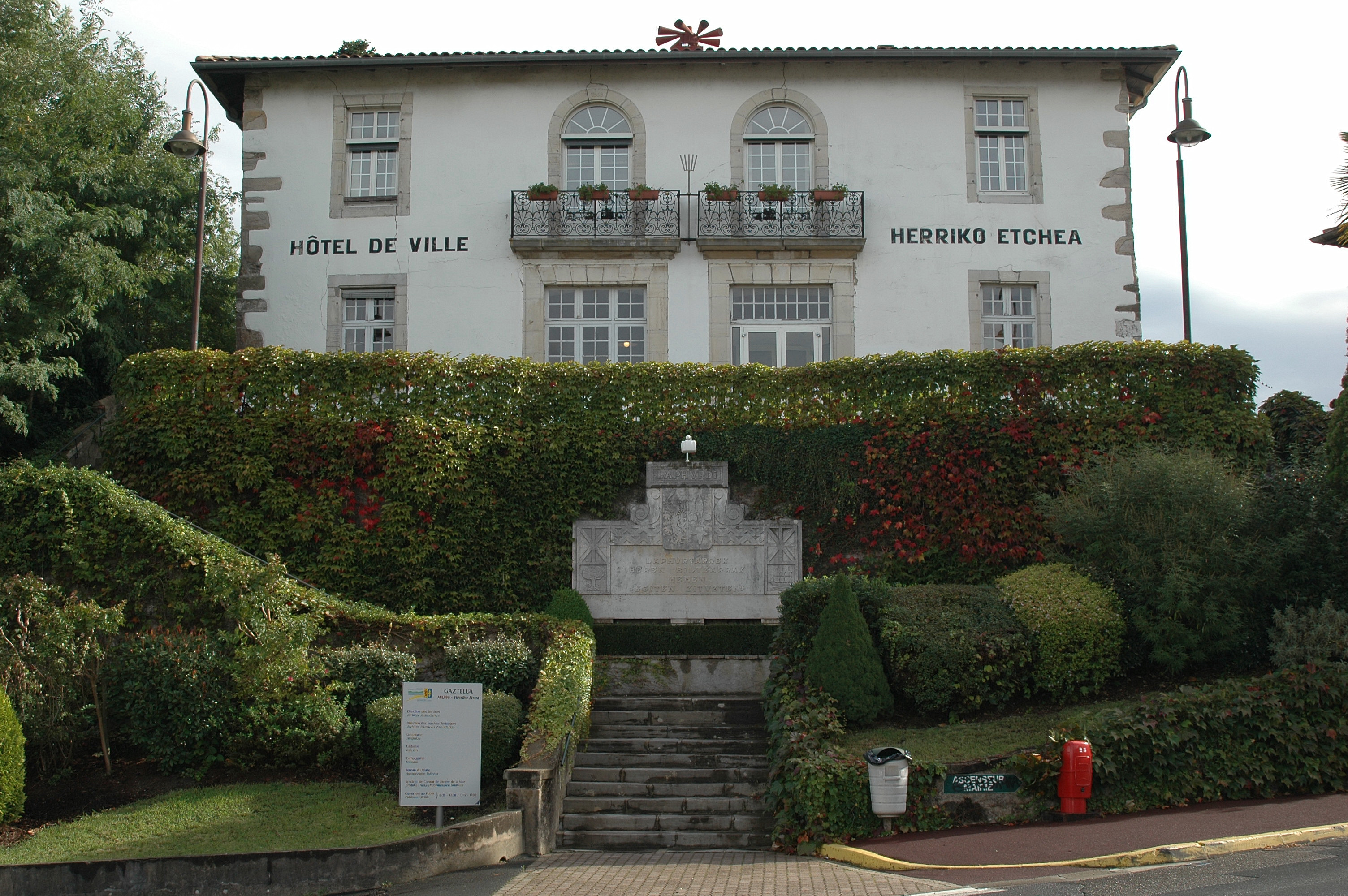
Le château de la Motte à Ustaritz, actuelle mairie et ancienne demeure des vicomtes du Labourd et des ducs d'Aquitaine, accueillait les réunions du Biltzar

## Étymologie
Biltzar est un mot basque qui signifie assemblée. Il provient de la racine verbale bil « réunir » et de l'adjectif zahar, « ancien ».
On retrouve les formes Bilsarre (1595, procès verbal de la séance du 24 janvier) et Bilçar (1950, Étienne Dravasa).

## LeBiltzardu Labourd
Le Biltzar est la réunion des maires-abbés (baldam-apeza) de chacune des paroisses labourdines de l'assemblée, désignés dans chacune d’elles parmi les maîtres de maisons franches (c'est-à-dire, ne dépendant pas d'une autre maison), qui administraient les affaires communales (le plus souvent le dimanche après la messe en des lieux de nos jours encore nommés kapitaleku, dans des cimetières ou comme à Ustaritz autour du kapito-harri (pierre du conseil)). Le biltzar se réunissait au château de la Motte à Ustaritz. La noblesse et le clergé en étaient exclus.

### Constitution duBiltzar
Le nombre de communes participant au Biltzar a varié au cours du temps. Ainsi celui du 24 janvier 1567 réunissait 29 délégués. 

En 1567 les communautés représentées au Biltzar étaient au nombre de 31 :
- Anglet Brindos
- Ahetze
- Ainhoa
- Arbonne
- Arcangues
- Ascain
- Bassussarry
- Biarritz
- Bidart
- Briscous
- Cambo
- Espelette
- Guéthary
- Halsou
- Hasparren
- Itxassou
- Larressore
- Louhossoa
- Macaye
- Mendionde
- Mouguerre
- Saint-Jean-de-Luz
- Saint-Pée
- Saint-Pierre-d'Irube
- Sare
- Souraïde
- Urcuray
- Urcuit
- Urrugne
- Ustaritz
- Villefranque

Au début du XVIIe siècle, les paroisses de Ciboure et d'Hendaye se joignirent au Biltzar.
En 1789, les communautés représentées comprenaient en plus Hendaye, en moins Urcuray.
Guiche, Urt et Bardos, terres appartenant au seigneur de Gramont, n'y furent intégrées qu'en 1763. Selon l'Histoire, jusqu'à la Révolution, les habitants de Guiche réclamaient aux délégués du Biltzar que les comptes-rendus soient effectués en basque.[réf. nécessaire]

### Fonctionnement
Le Biltzar prenait ses décisions en deux temps. Dans un premier temps le syndic (secrétaire et trésorier de l’assemblée, d’un mandat de deux ans) informait les maires-abbés de l’objet de la délibération. Puis ceux-ci, après consultation et discussion au sein des différentes paroisses, se réunissaient à nouveau 8 jours plus tard pour rapporter les réponses de leurs « conseils municipaux », sans avoir le droit d’en déroger. C'est le système du mandat impératif : le député n'est que le porte-parole de ses élus. Chaque paroisse possédait une et une seule voix, quel que soit le nombre d’habitants ou de maisons représentés, lors du vote final, constituant ainsi un système de démocratie original.

### Archives et histoire
Le plus ancien procès-verbal connu du Biltzar d'Ustaritz date du 24 janvier 1567, et rend compte des délibérations de l'assemblée présidée par Micheau de Sossiondo, lieutenant général du bailliage de Labourd. Le second procès-verbal qui nous est parvenu date de 1593.
Le Biltzar tient sa dernière session le 18 novembre 1789. Les minutes font état de la demande à l'Assemblée nationale nouvellement constituée, issue des États généraux, du maintien de la constitution actuelle (...) ou au moins de la création d'un département réunissant les trois provinces basques françaises. Un district le remplace, mené par un directoire de cinq administrateurs nommés, siégeant à Ustaritz.

## Prérogatives duBiltzardu Labourd
La principale prérogative du Biltzar, à l'instar des autres assemblées locales, la Cour d'Ordre souletine et des États de Basse-Navarre, était l'autonomie financière. Il levait non seulement de sa propre autorité les contributions nécessaires à son fonctionnement, mais il approuvait ou négociait le montant de l'impôt perçu au profit du trésor royal. Une fois fixé le montant final, l'assemblée en décidait à sa guise la répartition et le mode de recouvrement.
Le syndic général était chargé de l'exécution des décisions prises par le biltzar, devant en particulier faire valoir l'autonomie locale face aux appétits des fonctionnaires royaux. Leur responsabilité personnelle étant engagée lors de retards de paiements des impôts royaux, il arrivait que certains de ces agents se retrouvent en prison, pour ne pas compromettre ou oblitérer l'indépendance financière de la province.
Le Biltzar avait également une fonction militaire: il gérait une milice de 1.000 hommes chargée de défendre la province.
Enfin, le Labourd, par son Biltzar, avait une compétence diplomatique : il pouvait en effet signer des traités internationaux, appelées « traités de Bonne Correspondance ». Il le fit plusieurs fois avec le Parlement anglais ou avec les provinces basques du Sud, notamment lors des guerres engagées par le roi de France. Le Biltzar du Labourd était un donc un Parlement doté de pouvoirs très étendus. Il avait en fait compétence globale sur tout ce qui touchait l'administration de la province du Labourd. Cette situation exceptionnelle était accentuée par le fait qu'aucun représentant du roi n'assistait aux séances, et que c'était l'agent exécutif du Biltzar, le syndic général, qui convoquait l'assemblée, et non un agent du roi.
Les officiers royaux chargés des principales fonctions juridiques en Basse-Navarre et en Labourd étaient désignés de préférence sur présentation des assemblées locales, dont le Biltzar. Ainsi en 1567, ce dernier proposa-t-il au roi trois candidats au poste de lieutenant général du bailliage à la Cour d'Ustaritz, en raison de leur connaissance de la langue basque, « chose fort requise et nécessaire pour le sollagement du peuple dudit pais quy n'entendoyt guières aultre langaige ».
En 1660, à la suite de la signature le 7 novembre 1659 du traité des Pyrénées, et à l'occasion du mariage de Louis XIV et de l'infante d'Espagne, le Biltzar fit lever une contribution volontaire de 20 000 livres sur l'ensemble de la province pour aider Saint-Jean-de-Luz à accueillir l'événement.
L'importance prise par le syndic gênant le roi, celui-ci essaya de nommer son propre syndic, un dénommé Urtubie contre celui nommé par l'assemblée, qui s'appelait Xurio. Ce fut l'origine de la querelle entre les Xabel xuri (partisans de Xurio) et les Xabel gorri (partisans d'Urtubie). Xurio en sortit vainqueur, mais fut assassiné, et le roi nomma un bailli qui fixa désormais l'ordre du jour du Biltzar.
Le Biltzar continua à gérer le Labourd jusqu'en 1789. Les intendants du roi essayèrent à plusieurs reprises, en vain, de réduire les larges compétences du Biltzar, et donc l'indépendance du Labourd. Par exemple, un édit royal pris sous Louis XV, donna à l'administration royale des Ponts et Chaussées toute compétence sur l'entretien des routes. Mais tous ces efforts furent vains. Écœuré, l'intendant de Bordeaux Le Camus de Néville écrivait au ministre de Louis XVI Necker à propos du Labourd « Je vous propose de ne rien changer sur l'administration de cette province. Ce petit peuple suit pour ainsi dire obstinément ses lois ancestrales. On publierait inutilement des règlements nouveaux qui contrarieraient les mœurs des Basques ».
Ces libertés locales furent balayées lors de la nuit du 4 août 1789 qui abolit les privilèges des provinces.

## Personnalités célèbres du biltzar du Labourd
Les frères Garat (Dominique et son frère cadet Dominique-Joseph) furent choisis par le Biltzar pour le représenter aux États généraux de 1789, en tant que délégués du tiers état, aux côtés du vicomte de Macaye et de Monsieur de Saint-Esteben, curé de Ciboure pour la noblesse et le clergé.

Dominique-Joseph Garat fut ministre de la justice de la Convention. En remplacement de Danton, il lut sa sentence de mort à Louis XVI.
- Lettre du Roi
Pour la convocation
Des États généraux
À Versailles le 27 avril 1789
Et Règlement y Annexe,
Pour le Pays des Basques.
Réimpression de 1814, Imprimerie royale.

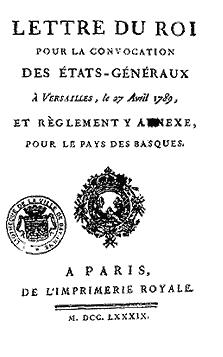
Lettre du Roi Pour la convocation Des États généraux À Versailles le 27 avril 1789 Et Règlement y Annexe, Pour le Pays des Basques. Réimpression de 1814, Imprimerie royale.
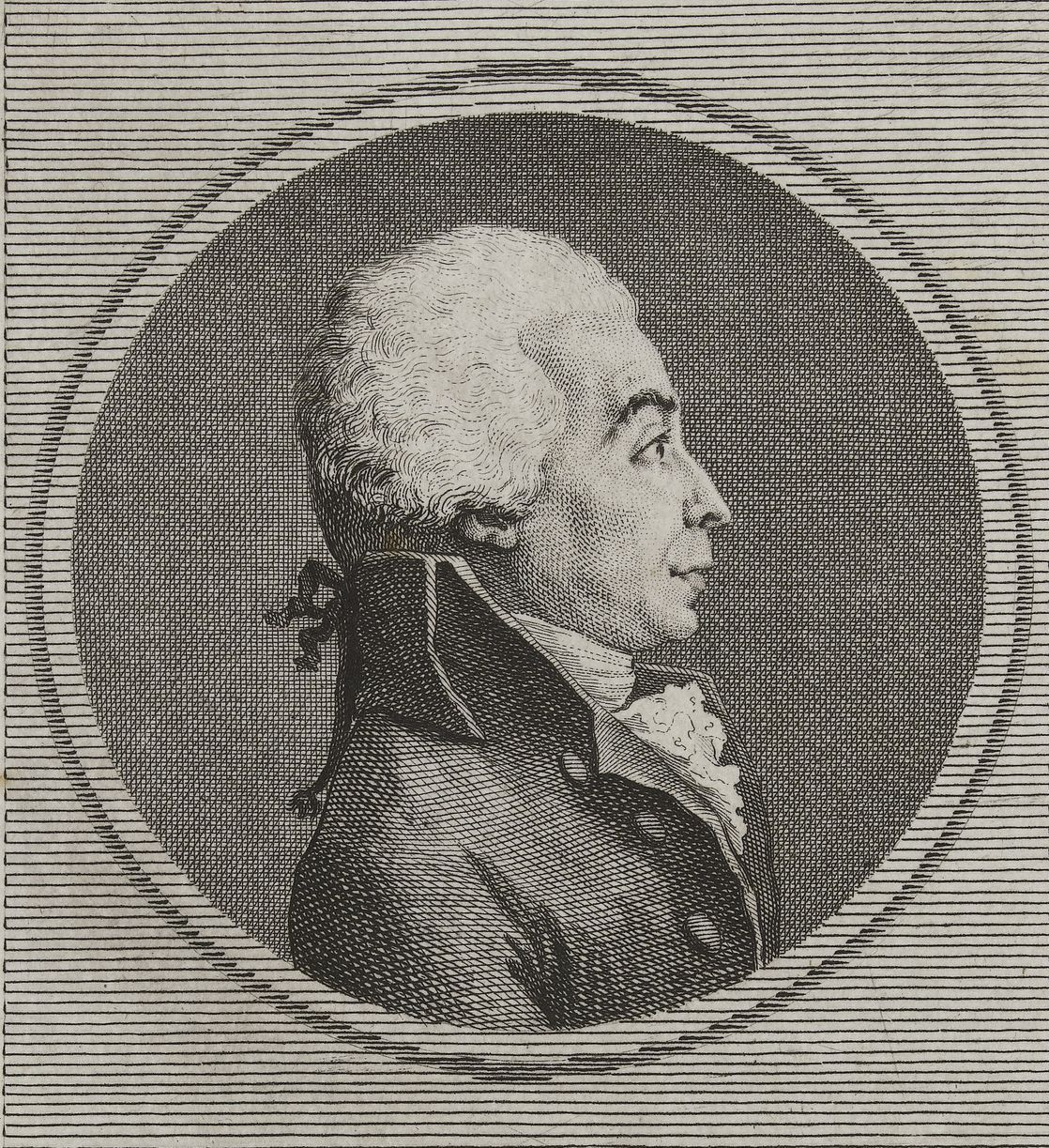
Dominique Garat-Aîné (1735-1799)
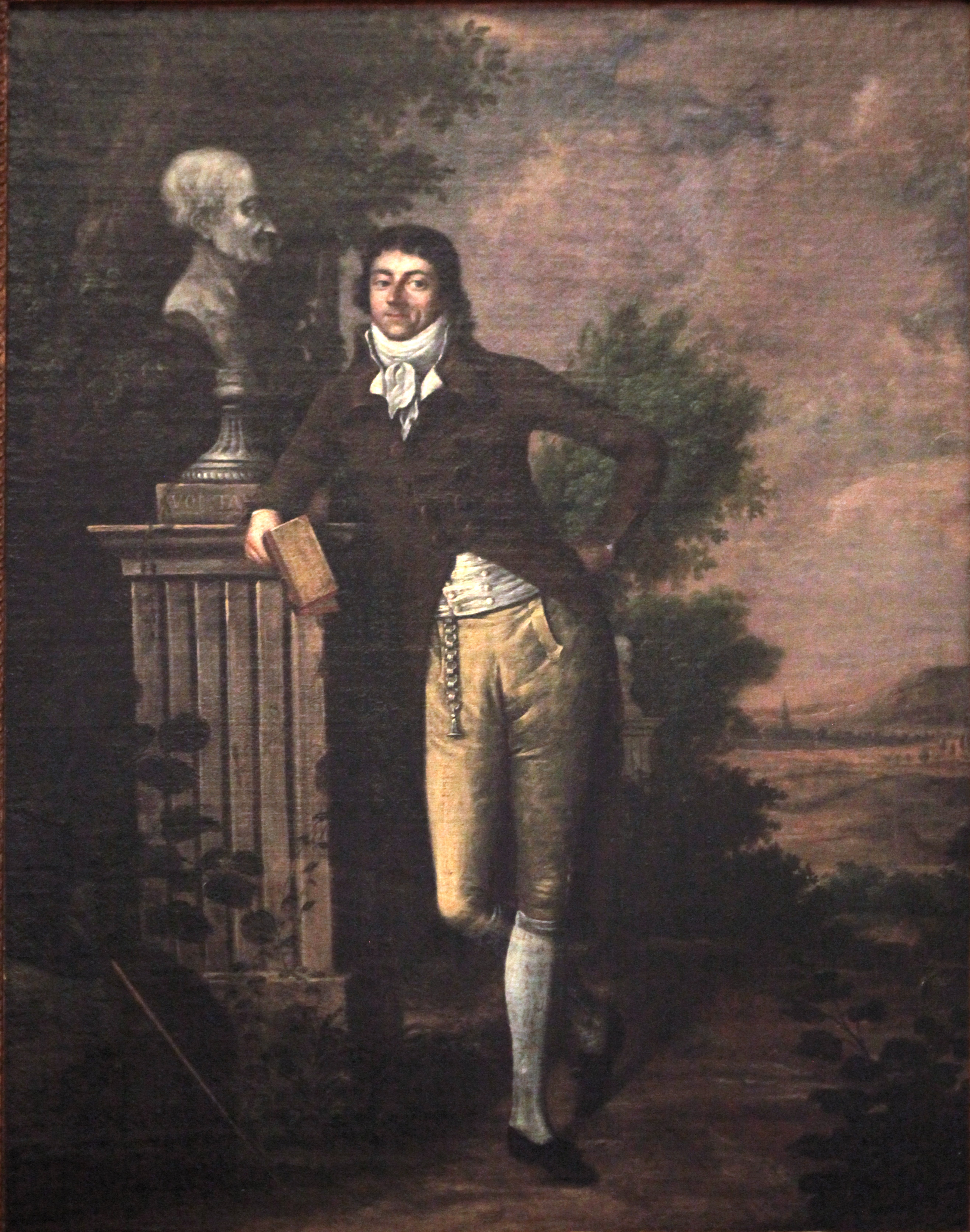
Dominique-Joseph Garat-Cadet, délégué du biltzar aux États généraux de 1789, peint à Sarrebruck en 1794 par Johann Friedrich Dryander.

## Pour approfondir